# Saison 2012 de l'équipe cycliste EPM-UNE
La saison 2012 de l'équipe cycliste EPM-UNE est la quatorzième de cette équipe colombienne, lancée en 1999 et dirigée par Raúl Mesa. Deux succès remarquables se détachent lors des bilans, la victoire de Ramiro Rincón dans le Tour du Guatemala (es) et celle de Giovanni Báez dans la première édition de la Vuelta al Mundo Maya (es), deux compétitions de l'UCI America Tour.

## Avant-saison

### Arrivées et départs
| Arrivées        | Équipe 2011                                   |
| --------------- | --------------------------------------------- |
| Isaac Bolívar   | Gobernación de Antioquia-Indeportes Antioquia |
| Salvador Moreno | Boyacá Orgullo de América                     |
| Cristián Peña   | Atalanta Apartamentos-Bello                   |
| Ramiro Rincón   | Gobernación de Boyacá - Alcaldía Paipa        |
| Camilo Suárez   | Colombia es Pasión - Café de Colombia         |

| Départs           | Équipe 2012            |
| ----------------- | ---------------------- |
| Jaime Castañeda   | Colombia - Comcel      |
| Javier González   | Colombia - Coldeportes |
| Stiber Ortiz      | Colombia - Comcel      |
| Juan Pablo Suárez | Colombia - Coldeportes |

## Déroulement de la saison
La formation perd Juan Pablo Suárez, son meilleur élément au classement de l'UCI America Tour 2011 et redémarre avec le statut d'équipe continentale. Elle commence la compétition en 2012 par la Vuelta a la Independencia Nacional, en République dominicaine, du 19 au 27 février. Avec une équipe composée de jeunes éléments, elle place trois coureurs dans les quatre premiers du classement général laissant, toutefois, la victoire finale à Ismael Sánchez. Róbigzon Oyola termine deuxième, à 1 min 31 s du vainqueur. Par contre, elle s'impose dans le classement par équipes, dans le classement des moins de 23 ans (par l'intermédiaire d'Edward Beltrán) et gagne la 9e étape grâce à Jaime Vergara. 
Les EPM-UNE commencent leur année en Colombie par la Vuelta al Valle del Cauca, le 29 février. Les éléments les plus expérimentés sont alignés et Giovanni Báez remporte la course, grâce à sa victoire dans l'étape reine, la veille de l'arrivée. Après des résultats mitigés à la Clásica del Club Deportivo Boyacá, l'équipe dispute une autre course du calendrier national, la Clásica de Fusagasugá, à la mi-mars. Les hommes de Raúl Mesa dominent totalement l'épreuve, ils remportent les trois étapes et le classement général grâce à Rafael Infantino,. L'épreuve suivante du calendrier cycliste colombien est la Clásica de Anapoima. Báez remporte le contre-la-montre inaugural où pas moins de 281 coureurs participaient. Malgré de nombreuses tentatives de déstabilisation, lors des deux étapes suivantes, l'équipe contrôle la course et s'impose au classement général individuel et par équipes.

### Périple en Espagne
Les bons résultats de la formation pendant leur périple en Espagne, lors du printemps 2011, lui permettent d'être invitée à nouveau à disputer les six mêmes épreuves. Toutefois, le GP Llodio et la Vuelta a la Comunidad de Madrid sont annulés pour des problèmes budgétaires liés à la crise que traverse l'économie espagnole. Les Colombiens pourront, quand même, participer à une cinquième épreuve en Espagne, la Vuelta a Madrid, un temps menacée. Le 8 avril, ils disputent leur première course ibérique, la Klasika Primavera. Dès que la route s'élève, les coureurs de l'équipe se montrent. Mais à l'arrivée, seul, Giovanni Báez est dans le peloton qui sprinte pour la neuvième place, derrière les échappés, il termine finalement 22e. 
L'épreuve suivante est le Tour de Castille-et-León. Walter Pedraza s'échappe le premier jour, avec trois autres coureurs, mais ne peut empêcher le retour du peloton, à trois kilomètres de l'arrivée. Le lendemain, il est de nouveau dans l'échappée matinale. Même si le groupe est rattrapé avant les cinquante derniers kilomètres, Pedraza, en passant en premier les trois premières difficultés du jour, s'empare des commandes du classement provisoire de la montagne. Bien qu'il rate l'échappée décisive pour le classement général final, Iván Parra fausse compagnie au peloton pour terminer avec cinq minutes d'avance sur lui. Le dernier jour, le classement du meilleur grimpeur devient l'objectif de l'équipe. Pedraza se glisse dans un groupe d'une vingtaine de coureurs. Il franchit en tête les deux premiers cols et s'assure, ainsi, la victoire finale dans le classement de la montagne, devant son coéquipier Róbigzon Oyola. Rafael Infantino, également dans ce groupe, chute, lourdement, dans la descente du deuxième col. Il se casse le radius du bras gauche. Son indisponibilité est estimée à cinq semaines et il retourne prématurément en Colombie. Parra finit sixième de l'étape dans un petit groupe d'échappés, ce qui lui permet de terminer l'épreuve à la onzième place et premier de sa formation. 
À la même date, deux autres sélections EPM-UNE disputent des compétitions, l'une en Équateur et l'autre en Colombie. À la Vuelta al Tolima, les résultats sont faibles (pas de victoire d'étapes, une 7e place au classement général individuel et une 2e place au classement général par équipes). À la Clásica Panavial de Tulcán, Ramiro Rincón gagne la septième étape et Javier Gómez remporte la dernière. Rincón termine premier de l'équipe à la cinquième place finale. Et deux coureurs de la catégorie espoir montent sur le podium pour le classement des étapes volantes que Gómez s'adjuge et pour le classement du meilleur grimpeur que Salvador Moreno s'octroie. 
Jaime Vergara est appelé, en Espagne, pour suppléer Infantino et il débute avec ses coéquipiers au Tour de La Rioja, le 22 avril. Lors de cette course, Camilo Suárez s'échappe et passe en tête les deux premiers cols, ce qui lui permet de remporter le classement de la montagne. Puis deux coureurs russes s'échappent (un seul résistera et gagnera l'épreuve, Evgeny Shalunov). Giovanni Báez attaque dans le dernier col pour tenter de le rejoindre. Mais dans la descente, il doit accepter le retour de deux coureurs qui le battent au sprint pour la deuxième place. Báez termine quatrième. Walter Pedraza et Francisco Colorado terminent dans un petit groupe de dix coureurs qui se disputent la cinquième place. Les EPM-UNE finissent, également, troisième du classement par équipes.
Au Tour des Asturies, lors de la première étape, seuls Báez et Parra arrivent dans le peloton de 21 cyclistes à 29 secondes du vainqueur, Alejandro Marque. Dans le premier secteur de la deuxième étape, Pedraza rejoint quatre échappés dans la seule ascension de la journée. Ils résistent au retour du peloton mais Jesús Herrada lâche Pedraza, peu après avoir contré une attaque d'Antonio Piedra. Il finit troisième de l'étape. La deuxième demi-étape est un contre-la-montre, où Giovanni Báez et Camilo Suárez terminent à moins d'une minute du vainqueur Ion Izagirre. La Subida al Naranco, qui fait office de dernière étape du Tour des Asturies 2012, voit Walter Pedraza s'imposer dans le classement du meilleur grimpeur. Giovanni Báez finit septième de l'étape, ce qui lui permet de s'immiscer dans le Top 10 de la Vuelta a Asturias (il se classe neuvième).
Les coureurs terminent leur mois de compétition, en Espagne, par le Tour de la communauté de Madrid. L'épreuve est réduite à deux étapes. Le premier jour, ils effectuent un contre-la-montre de 7,8 km. Quatre coureurs terminent dans la même minute que le vainqueur Jonathan Castroviejo. Róbigzon Oyola réussit le meilleur temps de l'équipe. Membres de la fugue matinale, Iván Parra, Francisco Colorado et Mauricio Ortega remportent les honneurs pour la formation colombienne. Parra et Colorado, en finissant sixième et huitième de la seconde étape, terminent dans les dix premiers du classement général final de la course. Tandis qu'Ortega s'adjuge le titre de meilleur grimpeur. 
Bien que les EPM-UNE aient remporté quatre trophées du meilleur grimpeur (sur cinq épreuves disputées), le bilan reste moins élogieux que lors de leur précédente visite dans la péninsule ibérique. Cette année, aucun coureur n'a terminé sur le podium d'un classement général, ni obtenu de victoire d'étape. Les résultats des coureurs lors des cinq épreuves disputées en Espagne rapportent à l'équipe, seulement 68 points au classement de l'UCI Europe Tour 2012.

### Printemps - été
Après avoir fait l'impasse sur la Vuelta a Cundinamarca, l'équipe se présente au départ de l'épreuve la plus importante du calendrier national colombien, dans la catégorie Espoir, la Vuelta de la Juventud (le Tour de Colombie des moins de 23 ans). Javier Gómez remporte la première étape, disposant du peloton au sprint. Tandis que Salvador Moreno s'impose en solitaire lors de la troisième, après avoir lâché ses compagnons d'échappée. Mais bien que la formation remporte le classement par équipes et Moreno, le trophée du meilleur grimpeur, la sixième place d'Edward Beltrán (premier des EPM-UNE) paraît une contre-performance.
Une sélection participe au Tour du Guatemala pour défendre le titre obtenu par Giovanni Báez, à la fin 2010. Lors de la deuxième étape, Ramiro Rincón fait partie d'un groupe d'échappés qui se dispute la victoire, en prenant une minute d'avance sur le peloton. Le lendemain, il s'enfuit dans l'ascension finale avec son coéquipier Freddy Piamonte. Piamonte remporte l'étape et Rincón revêt le maillot de leader. Malgré une perte de temps importante (2 min 46 s) sur Alder Torres, vainqueur du contre-la-montre de la quatrième étape, Rincón ne sera pas inquiété et remporte cette 52e édition, avec 1 min 26 s d'avance sur Piamonte. Les EPM-UNE dominent les débats, notamment la septième étape où quatre des leurs, dans une échappée de six, terminent avec six minutes d'avance, sur le reste des prétendants. Óscar Rivera remporte cette étape comme Isaac Bolívar et Javier Gómez l'avaient fait les deux jours précédents. Cette domination se conclut par quatre hommes dans le "Top 10", le trophée du meilleur grimpeur et le titre par équipes.
Pendant trois mois l'équipe ne remportera pas de victoires. Elle vit même un Tour de Colombie dans l'anonymat le plus complet, bien en deçà des objectifs initiaux. Une semaine plus tard, Giovanni Báez emmène une sélection de l'équipe en Chine, disputer le Tour du lac Qinghai. Avec trois de ses coéquipiers, il est présent dans la bonne échappée durant la troisième étape. Ce qui permet à Báez de monter sur le podium final; Francisco Colorado, terminant quant à lui, troisième du classement des meilleurs grimpeurs. En août, une partie de l'effectif part aux États-Unis disputer le Tour de l'Utah et l'USA Pro Cycling Challenge. Dans l'Utah, les résultats sont médiocres alors qu'au Colorado, la formation échoue de peu. C'est tout d'abord, Rafael Infantino qui est repris à moins de deux kilomètres de l'arrivée, dans la deuxième étape. Ensuite, c'est Francisco Colorado qui termine deuxième du trophée du meilleur grimpeur, à trois points seulement de Jens Voigt. Et enfin c'est Ramiro Rincón qui glisse de la cinquième place au quinzième rang final, à l'issue du dernier contre-la-montre, rigoureusement plat.
À la fin du mois, l'équipe EPM-UNE remporte sa quatrième course par étapes du calendrier national. Mauricio Ortega gagne la Vuelta a Santander devant trois de ses coéquipiers. C'est une victoire sans partage puisque la formation s'adjuge également le classement par équipes, les classements de la régularité et de la montagne, par l'intermédiaire d'Edwin Carvajal, le classement des moins de 23 ans, grâce à Salvador Moreno et deux étapes (par Carvajal et Ortega). La semaine suivante, la cinquième course revient, également, à Mauricio Ortega qui s'adjuge la Vuelta Nacional Marco Fidel Suárez. Il assortit cette victoire du trophée du meilleur grimpeur et du classement combiné.
Au mois de septembre, la formation dispute les courses du calendrier avec principalement des coureurs de moins de 23 ans. Ainsi les résultats sont insignifiants à la Vuelta a Boyacá. Tandis que Javier Gómez remporte la première étape de la Clásica el Carmen de Viboral. Deux jours plus tard, il termine deuxième du classement général (qu'il assortit du classement du meilleur espoir et du trophée par équipes).
Ayant remporté la plupart de ses succès dans les courses nationales, l'équipe EPM-UNE perd son titre et termine huitième de l'UCI America Tour 2012. Son meilleur élément au classement individuel, Ramiro Rincón, finit vingt-neuvième.

### Automne
Au mois de novembre, les EPM-UNE sont alignés au départ de la Vuelta al Mundo Maya, au Guatemala. Cette nouvelle épreuve est inscrite au calendrier UCI America Tour 2013. La formation domine la course. Elle remporte le classement par équipes, tout en plaçant quatre hommes dans les sept premiers. Giovanni Báez gagne le classement général, tout en remportant la cinquième étape. Freddy Piamonte, troisième au général, s'impose comme le meilleur grimpeur de la compétition et Edward Beltrán dispose de la concurrence, dans le classement des moins de 23 ans. À la même date, une autre partie de l'effectif est au Panama, pour disputer la Vuelta a Chiriquí. Elle subit la loi de leur principal contradicteur, une autre formation colombienne, Formesan-Bogotá Humana-Pinturas Bler. Malgré les victoires de Javier Gómez dans la deuxième étape et de Camilo Castiblanco dans la dernière, le meilleur coureur au classement final est Salvador Moreno, troisième, vainqueur des classements des moins de 23 ans et de la montagne. Le leader désigné, Rafael Infantino, après avoir été proche de la tête, termine quatrième.

## Effectif
| Cycliste           | Date de naissance | Nationalité | Équipe 2011                                   |  |
| ------------------ | ----------------- | ----------- | --------------------------------------------- |  |
| Giovanni Báez      | 9 avril 1981      | Colombie    | EPM-UNE                                       |  |
| Edward Beltrán     | 18 janvier 1990   | Colombie    | EPM-UNE                                       |  |
| Isaac Bolívar      | 9 mai 1991        | Colombie    | Gobernación de Antioquia-Indeportes Antioquia |  |
| Edwin Carvajal     | 6 mars 1983       | Colombie    | EPM-UNE                                       |  |
| Camilo Castiblanco | 24 novembre 1988  | Colombie    | EBSA                                          |  |
| Francisco Colorado | 13 mai 1980       | Colombie    | EPM-UNE                                       |  |
| Javier Gómez       | 16 octobre 1991   | Colombie    | EPM-UNE                                       |  |
| Rafael Infantino   | 28 août 1984      | Colombie    | EPM-UNE                                       |  |
| Salvador Moreno    | 18 avril 1991     | Colombie    | Boyacá Orgullo de América                     |  |
| Mauricio Ortega    | 22 octobre 1980   | Colombie    | EPM-UNE                                       |  |
| Róbigzon Oyola     | 10 août 1988      | Colombie    | EPM-UNE                                       |  |
| Heiner Parra       | 9 octobre 1991    | Colombie    | EPM-UNE                                       |  |
| Iván Parra         | 15 octobre 1975   | Colombie    | EPM-UNE                                       |  |
| Walter Pedraza     | 27 novembre 1981  | Colombie    | EPM-UNE                                       |  |
| Cristián Peña      | 2 décembre 1991   | Colombie    | Atalanta Apartamentos-Bello                   |  |
| Freddy Piamonte    | 4 juin 1982       | Colombie    | EPM-UNE                                       |  |
| Ramiro Rincón      | 17 mars 1987      | Colombie    | Gobernación de Boyacá-Alcaldía Paipa          |  |
| Óscar Rivera       | 5 mars 1989       | Colombie    | EPM-UNE                                       |  |
| Camilo Suárez      | 18 septembre 1988 | Colombie    | Colombia es Pasión-Café de Colombia           |  |
| Jaime Vergara      | 12 juin 1987      | Colombie    | EPM-UNE                                       |  |

## Bilan de la saison

### Victoires
| Date       | Course                                         | Pays                   | Classe | Vainqueur       |
| ---------- | ---------------------------------------------- | ---------------------- | ------ | --------------- |
| 27/02/2012 | 9e étape du Vuelta a la Independencia Nacional | République dominicaine | 2.2    | Jaime Vergara   |
| 15/05/2012 | 3e étape du Tour du Guatemala                  | Guatemala              | 2.2    | Freddy Piamonte |
| 17/05/2012 | 5e étape du Tour du Guatemala                  | Guatemala              | 2.2    | Isaac Bolívar   |
| 18/05/2012 | 6e étape du Tour du Guatemala                  | Guatemala              | 2.2    | Javier Gómez    |
| 19/05/2012 | 7e étape du Tour du Guatemala                  | Guatemala              | 2.2    | Óscar Rivera    |
| 20/05/2012 | Classement général du Tour du Guatemala        | Guatemala              | 2.2    | Ramiro Rincón   |

### Classements UCI
| Rang | Coureur            | Points |
| ---- | ------------------ | ------ |
| 29   | Ramiro Rincón      | 74     |
| 57   | Róbigzon Oyola     | 45     |
| 73   | Freddy Piamonte    | 38     |
| 129  | Isaac Bolívar      | 20     |
| 133  | Óscar Rivera       | 20     |
| 144  | Edward Beltrán     | 18     |
| 147  | Camilo Castiblanco | 18     |
| 208  | Javier Gómez       | 12     |
| 269  | Jaime Vergara      | 8      |
| 393  | Iván Parra         | 2      |

| Rang | Coureur        | Points |
| ---- | -------------- | ------ |
| 65   | Giovanni Báez  | 45     |
| 173  | Walter Pedraza | 14     |
| 295  | Javier Gómez   | 4      |

| Rang | Coureur            | Points |
| ---- | ------------------ | ------ |
| 437  | Giovanni Báez      | 31     |
| 616  | Iván Parra         | 17     |
| 776  | Francisco Colorado | 11     |
| 843  | Walter Pedraza     | 9      |